# Obrońcy Kosmosu
Obrońcy Kosmosu / Obrońcy Wszechświata (kor. 불사조 로보트 피닉스킹, Bulsajo roboteu Pinikseu-King, ang. Defenders of Space) – koreański film animowany z 1984 roku.
W Ameryce film ten został wydany w języku angielskim przez Adda Audio Visual Ltd. – przez hongkońskiego producenta Josepha Lai pod nazwą Defenders of Space, wersja ta trafiła do Europy i na niej oparte były późniejsze tłumaczenia na inne języki m.in. francuski (Défenseurs de l’espace) i hiszpański (Defensores del espacio). W Polsce wersja amerykańska została wydana na kasetach VHS z lektorem i angielskim dubbingiem pod tytułem Obrońcy Kosmosu. W Korei w 2005 roku film został wydany na DVD. W USA film został wydany także na DVD przez Digiview Productions.
Film jest jednym z najbardziej popularnych anime gatunku mecha w Korei Południowej. Jest pierwszą koreańską animacja opartą na Transformerach. Część materiału filmowego oraz kilka motywów z fabuły zostało wykorzystanych do stworzenia anime Żołnierze kosmicznej błyskawicy (Space Thunder Kids) (1991).
Wielu krytyków dostrzegło w nim dużo elementów i podobieństw zaczerpniętych m.in. z Transformerów, Diaclone, Mazinger Z, Mobile Suit Gundam i innych japońskich seriali anime.
Na podstawie filmu powstała seria zabawek – robotów z Królem Feniksem.

## Fabuła
Żądny władzy nad wszechświatem władca królestwa Zebius – Nickolas (alias "Nick") wraz z córką Meduzą pragnie by miasto Aurora (pisane także jako Orora) stało się częścią Wielkiego Imperium. Jego dwaj wierni generałowie – Saga i Mike mają za zadanie podbić miasto Aurora. Do tego celu otrzymują gigantyczne roboty. Saga otrzymuje – Super Seriusa, a generał Mike – Super Skorpiona. Ten, który okaże się mężniejszy poślubi córkę władcy Meduzę i odziedziczy królestwo. Ostatnią nadzieją dla ocalałych mieszkańców zniszczonej planety jest mityczny gigantyczny robot – Król Feniks. Dwoje młodych dzieciaków – Henry i Mary wyruszają z misją odnalezienia Króla Feniksa. W tym czasie rebelianci ze zniszczonej planety starają się odeprzeć ataki wrogich generałów. Z pomocą Króla Feniksa udaje im się pokonać zło i zniszczyć Imperium Nickolasa.

## Wersja polska
W Polsce istnieją dwie wersje lektorskie. Pierwsza z angielskim dubbingiem i polskim lektorem wydana na VHS. Druga wersja natomiast została podzielona na 3 odcinki z niemieckim dubbingiem i polskim lektorem. W obu przypadkach lektorem był Tomasz Knapik.

### Lektor I
Obrońcy Kosmosu (ang. Defenders of Space) – wersja wydana na VHS z angielskim dubbingiem i polskim lektorem, którym był Tomasz Knapik.
- Dystrybucja w Polsce: Vision[18]
- Opracowanie: Martyna Łukomska
- Czytał: Tomasz Knapik

### Lektor II
Obrońcy Kosmosu / Obrońcy Wszechświata (ang. Defenders of Space / niem. Verteidiger des Weltalls) – wersja z niemieckim dubbingiem i polskim lektorem, którym był Tomasz Knapik. Były to trzy animowane epizody kosmicznych przygód z serii "Masters of the Future", na które składały się następujące tytuły:
- 1. Atak na Ororę (Angriff auf Orora)
- 2. Na ratunek niedobitkom (Die Rettung der Überlebenden)
- 3. Decydująca bitwa (Die Entscheidungsschlacht)[20]

Wersję polską opracowano i udźwiękowiono dla Spółki VIR Warszawa ul. Grochowska 94.
- Tekst: Tomasz Pryll
- Czytał: Tomasz Knapik